# 中松幹雄
中松 幹雄（なかまつ みきお、1960年3月9日 - ）は、兵庫県出身のプロゴルファー。

## 来歴
近畿大学出身。
14歳からゴルフを始め、元プロ野球選手の西村公一に師事。
1983年にプロ入りし、同年の大京オープンでは初日を井上幸一・秋富由利夫・森本俊治・草壁政治・中山徹と並んでの5位タイでスタートした。
1984年のデサントカップ北国オープンでは初日に67をマークして首位スタートし、2日目には鷹巣南雄と並んでの2位タイに着け、1985年のKSB瀬戸内海オープンでは倉本昌弘・小林富士夫に次ぐと同時に磯崎功と並んでの3位タイに入った。
1990年の関西オープンを最後にレギュラーツアーから引退し、その後は西宮市でゴルフ練習場を経営。
1995年には阪神・淡路大震災で三階建ての打席は崩れ落ちたが、ネットの鉄柱は倒れず、被害を最小限に食い止めた。自宅は助かり、両親が住む母屋は倒壊するも、幸い両親は瓦礫の中から這い出した。